# 진위 이씨
진위 이씨(振威 李氏)는 경기도 평택시 진위면을 본관으로 하는 한국의 성씨이다.
고려초 태자태보(太子太保)를 지낸 이방(李方)이 시조(始祖)이다. 호(號)는 성재(誠齋) 또는 송재(松齋)이다. 이방(李方)의 선대(先代)는 경주 이씨(慶州 李氏)의 중시조 이거명(李居明)의 후예라고 한다. 이방(李方)의 선대(先代)가 경주로 들어와 경산 광평에 살다가 진위의 영신촌으로 이주하여 대대로 살면서 고려의 대족(大族)이 되었다. 이방(李方)의 5세손 이자영은 고려에서 정순대부(正順大夫) 예의판서(禮儀判書), 검교장군(檢校將軍)을 지냈고 나라에 큰공을 세워 진위군(振威君)에 봉해졌으므로 후손들은 본관을 진위로 삼아 세계를 이어왔다. 진위는 현 경기도·평택시·진위면에 일대의 지명으로 본래 삼국시대에는 고구려의 부산현(釜山縣: 古淵達部曲․釜山․松村活達縣)이었는데, 남북국 시대·신라 경덕왕대 한화정책으로 진위현(振威縣)으로 개칭하였다. 조선시대인 1398년 태조(조선)7년에는 충청도에서 경기도로 이관되었다.  1895년 고종(조선) 32년 군으로 승격되었고 1914년 충청남도 평택군에 통합되어 현재는 진위면으로 남아있다.

## 본관연혁
진위(振威)는 경기도 평택시(平澤市)에 위치하는 지명이다. 고구려 때에는 부산현(釜山縣: 古淵達部曲·金山·松村活達縣)이었으며, 757년(신라 경덕왕 16) 진위현으로 개칭하였고, 수성군(水城郡: 水原)의 영현이 되었다. 1018년(고려 현종 9)에도 수주(水州: 水原)의 속현으로 병합되었다가, 1172년(명종 2)에 감무(監務)를 두었다가, 후에 현령(縣令)을 파견함으로써 독립하였다. 1398년(태조 7) 수도를 한양으로 옮김에 따라 충청도(忠淸道)에서 경기도로 이관되었다. 1433년(세종 15)에는 수원의 속현이었던 영신현(永新縣)이 속현으로 병합되었다. 1895년(고종 32)에 지방제도 개정으로 진위군이 되어 공주부에 소속되었다가, 1896년에 경기도에 소속되었다. 1914년 군면 폐합으로 수원군의 15개면과 충청남도 평택군 일원으로 병합되었다. 1938년에 진위군을 평택군으로 개칭함으로 진위군이라는 이름이 사라졌다. 현재는 평택시 진위면으로 남아있다.

## 역대 유명인물

### 고려왕조(高麗王朝)
- 이방(李方)': 호(號)는 성재(誠齋) 또는 송재(松齋) 고려 태자태보(太子太保) 정1품, 동궁삼사에 속한 태자삼공의 3관직중 하나로 왕자(王子),부마(駙馬),비부(妃父) 등의 종실과 공신에게 내렸던 벼슬로 정원은 1인이었으며, 최고 품계의 관직이었던 만큼 마땅한 사람이 없으면 공석으로 남겨두었다.

- 이인서(李仁瑞): 문하시랑 평장사(門下侍郞) 정2품, 자(字)는 춘원(春元), 호(號)는 송촌(松村), 호천용(好川翁)

- 이양수(李良遂): 삼사부사(三司副使) 정3품

- 이임(李林): 공조전서(工曹典書) 정2품

- 이식(李植): 판도판서(版圖判書) 정2품

- 이수(李樹): 전법총랑, 예빈시승, 동정, 종2품

- 이자영(李自英): 고종(1192년-1259년) 정순대부(正順大夫), 예의판서(禮儀判書) 정2품, 검교장군(檢校將軍) 종2품, 진위군(振威君)에 봉해졌다.

- 이중육(李仲育): 원종(1219년-1274년) 태자태사(太子太師) 정1품

- 이신육(李信育): 태사(太師) 정1품
- 이옹(李邕): 밀직사(密直司), 문하시랑 평장사(門下侍郞) 정2품, 자(字)는 화경(和卿), 호(號)는 송은(松隱)
- 이계(李啓): 이부상서(吏部尙書) 정2품
- 이지(李至): 공양왕(1392년)의 왕태자(王太子) 정성군(定城君) 왕석(王奭)의 태사(太師) 정1품,  자(字)는 지격(至格), 호(號)는 퇴암(退菴)

### 조선왕조(朝鮮王朝)
- 이지(李至): 사헌부대사헌(司憲府大司憲) 종2품, 판한성부사(判漢城府事) 정2품, 예문관대제학(藝文館大提學) 정2품, 호조 판서(戶曹判書) 정2품, 형조 판서(刑曹判書) 정2품, 예조판서(禮曹判書) 정2품, 태종(太宗)의 섭태부(攝太傅) 정1품을 지냈다.  자(字)는 지격(至格), 호(號)는 퇴암(退菴), 시호는 문간(文簡)이다.

 
판한성부사(判漢城府事) 이지(李至)가 졸(卒)하니, 3일 동안 철조(轍朝)하고 문간(文簡)이라 시호를 주었다.

 — 《태종실록》 28권,
태종 14년 (1414년) 12월 9일 (무인)
- 이형기(李형奇): 직제학(直提學) 정3품
- 이전(李荃): 한성부우윤 종2품 덕은군(德恩君),덕은이씨(德恩李氏) 시조(始祖)이다.
- 이형(李衡): 태종 사재감정(司宰監正) 정3품
- 이지서(李之谞): 직제학(直提學) 정3품, 호조판서(戶曹判書) 정2품, 숭정대부(崇政大夫) 종1품, 청성군(靑城君), (字)는 청지(淸之), 호(號)는 오재(梧齋)

- 이지공(李之恭): 공조판서(工曹判書) 정2품
- 이위(李渭): 예의판서(禮儀判書) 정2품
- 이추(李錘): 선교랑(宣敎郞), 정6품
- 이호생(李虎生): 통덕랑부사직(通德郞副司直) 종5품
- 이양근(李養根): 홍문관교리(弘文館校理) 종5품
- 이한일(李漢一): 이조참판(吏曹參判) 종2품
- 이만혁(李萬煂): 공조참판(工曹參判) 종2품
- 이윤제(李允祭): 공조참판(工曹參判) 종2품
- 이흥(李興): 병조판서(兵曹判書) 정2품
- 이건원(李建元): 우부승지(右副承旨) 정3품
- 이승행(李承行): 공조좌랑(工曹佐郞) 정6품
- 이문향(李文香): 어모장군(禦侮將軍) 정3품
- 이덕립(李德立): 승의랑(承義郞) 정6품
- 이극혼(李克渾): 군수(郡守) 종4품
- 이종(李鐘): 참군(參軍) 정7품
- 이휴(李畦): 진사(進士) 자(字)는 덕수(德秀)
- 이욱(李郁): 교수(敎授,大學者) 자(字)는 자문(子文)
- 이즙(李檝): 좌랑(佐郞)
- 이경화(李景華): 의원(醫員) 자(字)는 여하(汝夏) 호(號)는 풍계(楓溪), 송시열의 문하에서 글을배워 생원(1660년 현종 1년)이 되었고 1682년 숙종8년 공홍도의 유생들과 함께 김장생 송준길의 문묘종사를 소청했다. 침구에 능했고 경사백가에도 정통하였으며 광제비급이라는 의학 서를 저서하였다.

## 왕실과의 인척 관계
조선왕조(朝鮮王朝)
- 정종대왕 숙의 기씨(定宗大王 淑儀 奇氏) : 6세손(六世孫) 태자태사(太子太師) 이중육(李仲育)의 외손계(外孫系)
- 성종대왕비 정현왕후(成宗大王妃 貞顯王后) :  5세손(五世孫) 예의판서(禮儀判書) 이자영(李自英)의 외손계(外孫系)
- 중종대왕 경빈 박씨(中宗大王 敬嬪 朴氏) : 5세손(五世孫) 예의판서(禮儀判書) 이자영(李自英)의 외손계(外孫系)
- 중종대왕 숙의 나씨(中宗大王 淑儀 羅氏) : 6세손(六世孫) 태자태사(太子太師) 이중육(李仲育)의 외손계(外孫系)
- 선종대왕비 의인왕후(宣宗大王妃 懿仁王后) : 5세손(五世孫) 예의판서(禮儀判書) 이자영(李自英)의 외손계(外孫系)
- 원종 인헌왕후(元宗 仁獻王后): 9세손(九世孫) 공조판서(工曹判書) 이지공(李之恭)의 외손계(外孫系)

## 과거급제자
- 이성묵(李性默) (1844 甲辰生) : 문과 고종19年(1882) 증광시 병과

- 이태온(李泰蘊) (1699 己卯生) : 문과 영조14年(1738) 식년시 병과

- 이지립(李智立) (1699 己卯生) : 무과 효종2年(1651) 별시 병과

- 이석조(李錫祚) (1626 丙寅生) : 무과 효종2年(1651) 별시 병과

- 이엄(李嚴) (1608 戊申生) : 무과 인조15년(1637) 별시 병과

- 이정발(李廷發) (1602 壬寅生) : 무과 인조11年(1633) 증광시 병과

- 이의일(李義逸) (1614 甲寅生) : 무과 인조15年(1637) 별시 병과

- 이정생(李禎生) (1617 丁巳生) : 무과 인조15年(1637) 별시 병과

- 이흥남(李興男) (1598 戊戌生) : 무과 인조15年(1637) 별시 병과

- 이문리(李文里) (1608 戊申生) : 무과 인조15年(1637) 별시 병과

등 모두 19명의 과거급제자가 있다.
(문과 2명, 무과 10명, 사마시 6명, 율과 1명)

## 항렬표
| 26세    | 27세    | 28세    | 29세    | 30세    | 31세    | 32세    | 33세    | 34세    | 35세    | 36세    |
| ------- | ------- | ------- | ------- | ------- | ------- | ------- | ------- | ------- | ------- | ------- |
| O수(洙) | 병(秉O) | O섭(燮) | 기(基)O | O현(鉉) | 구(求)O | O모(模) | 문(炆)O | O배(培) | 진(鎭)O | O준(浚) |
|         |         |         |         |         |         |         |         |         |         |         |

## 보물 및 문화재
이형(李衡) 좌명원종공신녹권 및 함 (李衡 佐命原從功臣錄券 및 函)
조선초기 1411년 태종11년에 발급된 녹권으로, 공신녹권은 공이있는 인물에게 공신으로 임명하는 증서를 말한다.  이 녹권은 태종이 잠저(潛邸,동궁)에 있을때 밤낮으로 보좌한 신하들의 공로를 가상히 여겨 포상하고 수여한 원종공신록권으로, 태종 11년 11월 당시 통훈대부판사재감사였던 이형(李衡)에게 발급한 3등공신록권이다. 1등 공신에게는 전지 30결과 노비 3구, 2등 공신에게는 전지 25결과 노비 2구, 3등 공신에게는 전지 15결을 각각 지급하고 그 후손들에게는 음직(蔭職)을 수여하도록 하였다. 이형(李衡)은 3등 공신에 책록되어 전지 15결을 하사받았다.  크기는 가로 243cm, 세로34.7cm, 종이질은 닥나무종이이다.  조선 태조 이성계가 봉한 원종공신 이후 두번째로 발급된 녹권으로, 조선 전기의 공신에 대한 대우와 공신록 양식을 연구하는 귀중한 역사적 자료로 평가된다.  현재는 조선국왕문서로 분류되어 있으며 2010년 8월 25일 국가보물 제1657호로 지정되었다.  현재 서울 종로구 국립고궁박물관에 보관되어 있다.

## 집성촌
- 충청북도 옥천군 동이면 조령리
- 충청북도 옥천군 동이면 금암리

- 충청북도 옥천군 안남면 도덕리

- 황해도 장단군 일원

- 경기도 평택시 진위면

- 과거엔 평택시와 별개로 진위군이었으나 통폐합으로 현재는 평택시의 진위면이 되었다.

- 집성촌이 충청북도옥천군동이면 조령리, 충청북도옥천군동이면 금암리, 충청북도 옥천군 안남면 도덕리로 알려졌으나 실제로는 집성촌보다 이거하여 거주하고 있는 인원이 많다.

- 1985년 4,018명, 2000년 5,042명이 있는 것으로 조사되었으나 2015년 통계에 따르면 다시 인구가 4,900여 명으로 줄어 그 수가 더욱 희소해졌다.

- 이자영(李自英)의 현 손인 이형(李衡)이 조선 1411년 태종 11년에 좌명원종공신(佐命原從功臣)에 오르고 판사재감사(判司宰監事)를 지내다가 사망하자(1433년(세 종15년), 향년 50세), 그의 부인 옥천육씨(沃川陸氏)가 3남2여를 데리고 옥천의 기사천, 두릉촌으로 내려와 살았기 때문에 오늘날 옥천군(沃川郡) 일대에 후손들이 많이 분포되어 있다.

## 덕은 이씨(德恩 李氏)와의 관계
덕은 이씨(德恩 李氏)와 진위 이씨(振威 李氏)와는 같은 선조의 뿌리이다.  덕은 이씨의 시조인 이전(李荃)은 진위이씨 이자영(李自英)의 5세손이다.  이전은 한성부 우윤(漢城府右尹)을 거쳐 덕은군(德恩君)에 봉해졌고 후손들이 진위이씨에서 분관하여 덕은을 본관으로 삼았다.  덕은은 은진의 옛 이름이다.  은진은 충청남도 논산시에 속해 있는 지명으로 덕은(德恩) 시진(市津) 두현을 합한 지명이다. 덕은현은 본래 백제의 덕근군(德近郡)을 757년에 덕은(德殷)으로 고치고, 고려초에 덕은(德恩)으로 개칭하였다. 1895년 고종 32년 공주부 은진군이 되었고, 1896년 충청남도 은진군이 되었다. 1941년 군면 폐합으로 논산군에 병합하여 은진면으로 남아 있다.  집성촌은 충남 논산시 은진면이다. 통계청 인구조사에 의하면 2000년에는 총652가구 2,033명이 있는 것으로 조사되었다.

## 달성 서씨(達城 徐氏)와의 관계
달성서씨(達城 徐氏)의 시조인 판도판서(判圖判書) 달성군(達城郡) 진(晉)의 어머니는 진위이씨(振威 李氏) 시조 이방(李方)의 5세손 이자영(李自英)의 딸이다.  즉 달성서씨(達城 徐氏)의 시조 진(晉)은 진위이씨(振威 李氏) 이자영(李自英)의 외손자이다.  그러나 진위이씨(振威 李氏) 족보상에는 달성서씨(達城 徐氏) 시조 서진(徐晉)의 부친인 서무질(徐無疾)을 고려(高麗) 고종(高宗) 정순대부(正順大夫) 예의판서(禮儀判書)와 검교장군(檢校將軍)을 지낸 진위군(振威君) 이자영(李自英)의 사위이며 밀직사(密直司) 종2품을 지낸 대구인(大邱人)이고 그의 부친(父)은 판군기감(判軍器監)이라고 기록하고 있다.

## 경주이씨(慶州 李氏)와의 관계
경주이씨(慶州 李氏)는 신라 육성(六姓 : 李氏, 崔氏, 鄭氏, 孫氏, 裵氏, 薛氏)의 하나로 우리 나라 이씨 중에서는 가장 역사가 오래된 씨족으로 현재 이알평 시조로부터 오늘날 75세(世) 희(熙)자 항렬까지 2천여년의 역사를 가졌다. 경주이씨 시조 표암공(瓢岩公) 이알평(謁平)은 기원전 177년 한무제(漢武帝) 6년 갑자(甲子)에 하늘로부터 진한(辰韓)땅의 표암봉(瓢岩峰)인 박바위(지금의 경주)로 처음 내려왔고 양산촌장(楊山村長)으로서 부족을 다스리며 혁거세(赫居世)를 양육시켜 신라의 초대왕으로 추대하고 6부 촌장의 의장으로 역사적으로 유명한 화백회의제도를 시행하여 오늘날의 민주주의 제도를 구현시킨 선구자(先驅者)였다.
우리나라 이씨(李氏)는 대체로 한국계(韓國系)와 중국계(中國系) 및 기타계(其他系)로 분류할 수 있다. 한국계는 신라 6성의 하나인 경주이씨(慶州 李氏)에서 갈라져(분적分籍) 나간 것으로,
- 차성이씨(車城 李氏)

- 합천이씨(陜川 李氏)

- 평창이씨(平昌 李氏)

- 가평이씨(加平 李氏)

- 아산이씨(牙山 李氏)

- 재령이씨(載寧 李氏)

- 우계이씨(羽溪 李氏)

- 진주이씨(晋州 李氏)

- 원주이씨(原州 李氏)

등 9개 성씨는 기록과 문헌 및 고증(考證)이 확실하다. 하지만
- 진위이씨(振威 李氏)

- 덕은이씨(德恩 李氏)

- 금구이씨(金溝 李氏)

- 흥양이씨(興陽 李氏)

- 영천이씨(永川 李氏)

는 기록이 애매하고 분명치 않다.  다만 진위이씨(振威 李氏)와 재령이씨(載寧 李氏), 덕은이씨(德恩 李氏) 족보를 대조해보면, 진위이씨(振威 李氏)의 선조(先祖)는 경주 이씨(慶州 李氏)에서 갈라져 나간 것으로 추정된다고 한다.(자료:우계이씨대종회(羽溪李氏大宗會) 경주이씨분적도(慶州李氏分籍圖)